# Malgassapeira punctifera
Malgassapeira punctifera là một loài bướm đêm trong họ Geometridae.